# (35878) 1999 JX75
1999 JX75 (asteroide 35878) é um asteroide da cintura principal. Possui uma excentricidade de 0.11186990 e uma inclinação de 3.50585º.
Este asteroide foi descoberto no dia 10 de maio de 1999 por LINEAR em Socorro.